# Elisabeth Hecker
Elisabeth Hecker (* 25. Dezember 1895 in Bad Oeynhausen; † 11. Januar 1986 in Marktoberdorf) war eine deutsche Kinderärztin sowie Kinder- und Jugendpsychiaterin, die im Rahmen der Kinder-Euthanasie an nationalsozialistischen Verbrechen beteiligt war.

## Leben
Hecker beendete 1915 ihre Schullaufbahn in Duisburg mit der Ablegung des Abiturs. Anschließend begann sie ein Philosophiestudium, wechselte aber zum Fach Medizin. Nachdem sie das Medizinstudium an den Universitäten Marburg, Würzburg, Tübingen und Jena absolviert hatte, legte sie in Jena 1920 das erste Staatsexamen ab und promovierte dort 1921 zum Dr. med. Ihre Assistenzarztzeit verbrachte sie in Danzig und Rostock. Anschließend erhielt sie am Berliner Kinderkrankenhaus eine pädiatrische Facharztausbildung. Von 1923 bis 1925 war sie als Oberärztin an der städtischen Kinderklinik in Dortmund beschäftigt und führte danach eine Kinderarztpraxis in Castrop-Rauxel.
Im März 1929 trat sie in den niederschlesischen Provinzialdienst ein und war zunächst als Abteilungsärztin an der Provinzialheil- u. Pflegeanstalt Freiburg beschäftigt, wo sie eine psychiatrische und neurologische Facharztausbildung erhielt. Weitere Stationen waren das Gesundheitsdezernat des Provinzialverwaltungsdienstes und die Leitung des Kindergenesungswerkes Jannowitz. Hecker befürwortete nach der „Machtergreifung“ das durch die Nationalsozialisten zu Anfang Januar 1934 in Kraft getretene Gesetz zur Verhütung erbkranken Nachwuchses.

„Wenn auch heute die Gedankengänge der Rassenpflege verbreiteter sind, so bleibt sicher noch viel zu tun, um den Einzelnen, den eine Befragung betrifft, davon zu überzeugen, dass das Vorkommen von geistigen und körperlichen Minderwertigkeiten keine Schande ist, die man vertuscht, sondern ein Unglück, das man bekämpft. Die letzte Zeit hat rasche Fortschritte auf dem Gebiet der Vorbeugungsmaßnahmen zur Rassenpflege gebracht. Als 1929 das Material zu dieser Arbeit gesammelt wurde, da bedeutete es eine Utopie, an die Durchführung eines Sterilisierungsgesetzes in naher Zeit zu glauben.“

Hecker baute 1941 die jugendpsychiatrische Landesklinik Heil- und Pflegeanstalt Loben im heutigen  Lubliniec auf und leitete dort die Aufnahmestation. Dort selektierte sie die Kinder nach „sozialer Brauchbarkeit“: Entweder wurden die Kinder in Besserungsanstalten verlegt oder wenn der Befund auf „Schwachsinn“ oder Epilepsie lautete, auf der von Anstaltsdirektor Ernst Buchalik geleiteten Station mittels tödlich wirkender Luminalgaben ermordet. Hecker setzte die Tötungsgenehmigung auch dann durch, wenn die Eltern auf die Entlassung ihres Kindes aus der Klinik bestanden. Mindestens 221 Kinder starben in der Einrichtung auf diese Weise.
In der Endphase des Zweiten Weltkrieges setzte sie sich vor dem Einmarsch der Roten Armee Mitte Januar 1945 in Richtung Westen ab. Sie praktizierte in Bayern als Landärztin und ließ sich 1947 in Siegen als Nervenärztin nieder. Im November 1951 trat sie in den Dienst des Landschaftsverbandes Westfalen-Lippe ein und baute am St.-Johannes-Stift in Niedermarsberg eine neue Station auf. Ab 1951 war sie als leitende Ärztin der Psychiatrie in Gütersloh tätig. Ab April 1952 etablierte die Obermedizinalrätin auf Wunsch des zuvor an der Anstalt Berlin-Wittenau tätig gewesenen Psychiaters und Medizinaldezernenten Wilhelm Schneider an der Heil- und Krankenanstalt Gütersloh eine kinder- und jugendpsychiatrische Abteilung, die ab März 1953 als eigenständige Einrichtung fungierte und 1965 nach Hamm verlegt wurde (LWL-Universitätsklinik Hamm). Am 9. Dezember 1960 trat Hecker als Landesmedizinalrätin in den Ruhestand.
Die Staatsanwaltschaft Dortmund ermittelte in den Jahren von 1965 bis 1974 gegen ehemalige Ärzte und Pfleger der Heil- u. Pflegeanstalt Lublinitz. Die Ermittlungen gegen Hecker wurden 1974 eingestellt.

## Ehrungen
- Bundesverdienstkreuz I. Klasse[4] (1979)
- Ehrenmitgliedschaft der Deutschen Gesellschaft für Kinder- und Jugendpsychiatrie (1979 – 2013 aberkannt)[4] Die Verleihung der Ehrenmitgliedschaft wurde aufgrund Heckers Beteiligung an der NS-Euthanasie ab 2002 „Gegenstand kritischer Auseinandersetzung“ bei der DGKJP[5][6] und 2003 durch den Vorstand dieser Vereinigung auf einer Mitgliederversammlung als Fehlentscheidung bewertet. Im Zuge dieser Aufarbeitung wurde daher die Ehrenmitgliedschaft 2013 aberkannt und alle Hinweise auf Heckers Ehrenmitgliedschaft durch die DGKJP auf deren Homepage und aus Dokumenten entfernt.[7]